# سارة جونز (صحفية أمريكية)
سارة جونز (بالإنجليزية: Sarah Jones)‏ هي صحفية أمريكية من مواليد مارس 1985. أسست موقع سارة جونز الإخباري وحازت جائزة إيمي. تقدم برنامجًا إذاعيا أسبوعيًا بعنوان سارة جونز تفسر الأمور. بالإضافة إلى ذلك، هي مُؤلفة مجلة التوعية بمرض السرطان للأطفال: اللوكيميا وكتاب للأطفال عن الحرب.

## الحياة المُبكرة والتعليم
وُلدت في مارس 1985. ارتادت جونز مدرسة هاثاواي براون في ولاية أوهايو. وفي سن الثالثة عشرة، كتبت منشورًا حول التوعية بمرض السرطان، والذي نشرته العيادة الطبية في كليفلاند وجمعية السرطان الأمريكية بوصفه كتاب عام 1999، ثم وزعته لاحقًا عيادة كليفلاند على مرضى اللوكيميا.

## حياتها المهنية
أثناء عامها الأخير في كلية ليك فورست في إيلينوي، انضمت سارة جونز إلى ABC News كمُنتجة مشاركة، حيث عملت لمدة عام وتدربت كمراسلة أجنبية في TOL. بين عامي 2008 و2010، شغلت مواقع متطوعة أو حرة كصحفية لعدة منافذ إخبارية، بما في ذلك TVE، Ushahidi، CNN، وABC News. أطلقت جونز مبادرة "اللحظة الدولية للصمت" لتكريم الصحفيين الذين سقطوا وهم يؤدون مهنتهم عام 2014، بالتعاون مع مؤسسة الأمم المتحدة للشؤون الاجتماعية الإيجابية، ولجنة حماية الصحفيين، ونادي الجبهة الأمامية، والنادي الوطني للصحافة، وموك راك، والجمعية الدولية لنوادي الصحفيين، ومؤسسة جيمس إف. فولي للتراث، ومؤسسة نايت، وريديت. منذ ذلك الحين، تم تنفيذ هذه المبادرة على الصعيدين الوطني والدولي في الثالث من مايو من كل عام. بالإضافة إلى ذلك، أسست برنامج "مشاهدة وسماع" لإلقاء الضوء على الأخبار غير المغطاة بشكل كافٍ في وسائل الإعلام الرئيسية.
جونز كانت مرتبطة بالعديد من المشاريع الحرة، والتي تشمل الوثائقي "11 سبتمبر: اليوم الذي غيّر العالم" من إنتاج بروك لابينج، وعملت أيضًا مع BBC World Service، وقناة KTV2 (الكويت)، وChannel 4، وGulf News، وDigital Journal، وCNN من عام 2010 إلى 2013. شاركت كمندوبة في منتدى سكول العالمي لرواد الأعمال الاجتماعيين في أكسفورد، إنجلترا في عامي 2015 و2016 و2017. خدمت جونز كقاضية في جوائز الإعلام عبر الإنترنت لجوائز The Drum Online Media Awards (OMAs) من عام 2015 إلى 2019 وفي جوائز إدوارد آر مورو لجمعية مدراء التحرير والصحفيين الإذاعيين في عام 2020. في عام 2016، تمت دعوة جونز كمتحدثة في ندوة ممارسات أفضل لعمليات الاستقرار الوسطي الأمريكي (CENTOM)، حيث قدمت عرضًا حول تأثير وسائل التواصل الاجتماعي في الحروب. شاركت أيضًا كمتحدثة في قمة النساء والعدالة الدولية وقدمت عرضًا حول تجسيد المرأة والفتيات بشكل جنسي مفرط على وسائل التواصل الاجتماعي في نفس العام أمام رؤساء ووزراء وزعماء من أكثر من 30 دولة.
في عام 2013، تسنت سارة جونز منصب نائبة محرر الأخبار في قناة الجزيرة أمريكا وأشغلت هذا المنصب لمدة عام. بعد ذلك، انتقلت إلى شبكة تي آر تي وورلد حيث عملت كمراسلة اؤلى وقامت بتقديم خدماتها مع الشركة حتى عام 2017. في العام التالي، انتقلت جونز إلى قناة KWQC TV-6 News حيث بدأت عملها كمراسلة أخبار، ثم انضمت إلى فريق عمل WTHR-TV كمراسلة في عام 2019. تمت دعوتها أيضًا لتكون ضيفة في الندوة الوطنية للأمانة بكلية الحرب الأمريكية في عام 2021 ، قامت بنشر كتاب للأطفال بعنوان كتاب للأطفال عن الحرب" في عام 2022.
منذ عام 2010، تعمل سارة جونز كصحفية مستقلة تحت اسم "سارة جونز ريبورتس". قامت بتقديم برنامج أسبوعي للأطفال على البودكاست بعنوان "سارة جونز تفسر الأمور"، وتشغل منصب مدير الشؤون العامة في مجموعة العليان منذ عام 2022. تعتبر جونز عضوًا في السجل الحر للصحفيين العملاء من Frontline Freelance Register، ونادي الصحافة الوطني (National Press Club)، والمعهد الملكي للصحفيين (Chartered Institute for Journalists)، ومؤسسة تشاتام هاوس (Chatham House).